# Roberto François
Roberto Fernando Jorge François Álvarez (Montevideo, 23 de noviembre de 1951), también conocido como Bobby François, es un exrugbista y productor agrícola uruguayo, reconocido por ser uno de los dieciséis sobrevivientes del accidente del vuelo 571 de la Fuerza Aérea Uruguaya en la cordillera de los Andes en 1972.
Como muchos otros supervivientes, Bobby había estudiado en el colegio Stella Maris del barrio de Carrasco y formaba parte del equipo de rugby Old Christians.

## Tragedia de los Andes
En el momento del accidente aéreo, Bobby tenía 20 años (cumple 21 años en la cordillera). Dicen sus compañeros que parecía haber nacido sin instinto de supervivencia, desde el momento del accidente, cuando se sentó en la nieve, encendió un cigarrillo y dijo: «¡La quedamos!».
En la montaña, Bobby parecía no tener ganas de vivir. Los demás creían que le daba igual vivir o morirse, tal era su grado de apatía y depresión. No colaboraba mucho. Derretía hielo cuando le obligaban. Si le amenazaban con dejar de darle comida si no trabajaba, él respondía «Me parece justo». No obstante, el grupo nunca le dejó sólo y lo cuidaban, hasta el punto de que Daniel Fernández masajeaba sus pies para que no se infectasen.
Según palabras textuales de Bobby: «Jamás vi clara la salida, lo que divisaba era una serie de matices que iban de gris opaco a un negro profundo. En esa lucha interior viví los setenta y dos días».

## Vida personal
Actualmente está casado con Graciana Manini. Tiene 6 hijos: Roberto, Federico, Sofía, Josefina, Milagros y Diego. Es técnico y productor agropecuario y vive entre su rancho en Carrasco. Bobby ha mantenido un perfil bajo y no se ha dejado ver mucho en medios de comunicación.

## Cultura popular
Roberto François fue interpretado por el actor Jack Noseworthy en la película de 1993 ¡Viven!, y por el actor Agustín Berruti en la película de 2023 La sociedad de la nieve.